# Anallacta abbreviata
Anallacta abbreviata är en kackerlacksart som först beskrevs av Henri Saussure och Leo Zehntner 1895.  Anallacta abbreviata ingår i släktet Anallacta och familjen småkackerlackor.
Artens utbredningsområde är Madagaskar. Inga underarter finns listade i Catalogue of Life.